# نويل أ. ميتشيل
نويل أ. ميتشيل هو سياسي أمريكي، ولد في 27 أبريل 1859 في بلوك آيلاند في الولايات المتحدة، وتوفي في 6 أكتوبر 1936.